# Santuario y basílica de Nuestra Señora de Lanka
El Santuario y Basílica de Nuestra Señora de Lanka es una iglesia católica con el estatus de basílica y santuario nacional situada en Tewatte, Colombo, Sri Lanka. Se localiza en un barrio un tanto lejano de Colombo, que está bajo el amparo de la Arquidiócesis de Colombo y es un sitio de peregrinación para los católicos de Sri Lanka. La iglesia alberga la venerada imagen de Nuestra Señora de Lanka.